# شمال جاكرتا
شمال جاكرتا (بالإندونيسية: Jakarta Utara) هي واحدة من المدن الإدارية الخمس التي تشكل منطقة العاصمة الخاصة جاكرتا في إندونيسيا. شمال جاكرتا غير متمتع بالحكم الذاتي وليس له مجلس مدينة، وبالتالي فهو غير مصنف كبلدية مستقلة. تحتوي على المنطقة الساحلية بأكملها داخل منطقة جاكرتا الخاصة. شمال جاكرتا كانت المنطقة الواقعة عند مصب نهر سيليونج هي الميناء الرئيسي لمملكة ترومانجارا، التي نمت فيما بعد أصبحت جاكرتا الآن. يمكن العثور على العديد من المواقع الأثرية لجاكرتا القديمة في منطقة شمال جاكرتا. يقع كل من موانئ تانجونج بريوك وسوندا كيلابا التاريخيين في منطقة شمال جاكرتا. المدينة الآن يبلغ عدد سكانها 1.645.312 نسمة في تعداد عام 2010، لديها مركز إداري في تانجونج بريوك.
يحتوي شمال جاكرتا على بعض غابات المنغروف الطبيعية الأصلية في جاكرتا. كما تطورت المدينة وتم تحويل بعض غابات المانغروف إلى المناطق الحضرية. تم في عام 2011 تنفيذ مشروع لإعادة التحريج بهدف زراعة أشجار المانغروف على مساحة 400 هكتار وكان من المقرر الانتهاء منه في عام 2012. كان الهدف الرئيسي للمشروع هو تقليل التآكل في المنطقة الساحلية، وخاصة حول منطقة إندا بانتاي كابوك.
يحد شمال جاكرتا بحر جاوة من الشمال. وبيكاسي من الشرق. وغرب جاكرتا ووسط جاكرتا وشرق جاكرتا من الجنوب، وتانقيرانغ من الغرب.

## التاريخ
نمت مدينة جاكرتا الحالية من المنطقة التي أصبحت الآن شمال جاكرتا. في القرن الخامس الميلادي عند مصب نهر نهر سيليونج أنجيك، بدأ التطوير مع مدينة سوندابورا الساحلية (تقع الآن بالقرب من توغو وجاكرتا وبيكاسي)، والتي كانت الميناء الرئيسي لمملكة ترومانجارا تحت قيادة الملك مولاورمان.
خلال القرن السادس عشر كانت المدينة التي غطت فقط منطقة ما يعرف الآن بشمال جاكرتا، معروفة باسم جاياكارتا. تم تعديل نظام الحكم في جاياكارتا عدة مرات، بما في ذلك تغييرات الحكام، وتغيير حدود المنطقة الإدارية. تتألف هذه المنطقة من ثلاثة أشكال من الحكومة: أولاً: حكومة المدينة التي كان يسيطر عليها مباشرة رب جاياكارتا (تقع المنطقة في ما يعرف الآن باسم ميناء أنجكي)، ثانياً: حكومة الولاية التي يسيطر عليها قادة أقل شأنا من رب جاياكارتا (تقع المنطقة فيما يعرف الآن باسم باسار إيكان وكوتا)، والثالثة: الحكومة في جميع أنحاء جاياكارتا (تقع المنطقة في ما يعرف الآن باسم تانجونج بريوك).
في بداية القرن السابع عشر كانت المنطقة يسيطر عليها الصينيون وغيرهم من السكان الأصليين الذين اضطروا لاحقًا إلى الخضوع لجزر الهند الشرقية الهولندية.
في عام 1854 قسم قانون كومبتابوليتيت 1854 منطقة خليج جاكرتا إلى ثلاث فئات: فورستيدن (الضواحي)، ريجينتشافاب باتافيا (ريجنسي باتافيا) والمناطق الخاصة (تحت إشراف وزارة الأمن - أفدلنج). تم تغيير النظام الحكومي مرة أخرى في عام 1905. بعد تشكيل جيمنتي بتافيا، تحولت المنطقة المحيطة بخليج جاكرتا إلى منطقة بتافيا التي تشمل بنجارينجامق وتانجونج بريوك وميستر كورنيليس وبيكاسي.
عندما دخلت اليابان إلى المنطقة، تحول شكل الحكومة إلى شيكو (مستوى المقاطعة)، وبالتالي تم تقسيم شمال جاكرتا إلى مناطق مثل شيكو بنجارنجان وشيكو تانجونج بريوك وشيكو بيكاسي.
بعد تشكيل جمهورية إندونيسيا الوحدوية في 17 أغسطس 1945 ، تم تقسيم خليج جاكرتا إلى عدة مناطق إدارية، وهي
كيويدانان بينجارينانج وتانجونج بريوك وبيكاسي. يتم السيطرة على هذه المناطق الثلاثة من قبل عمدة جاكرتا رايا، والتي هي جزء من جاوة الغربية.
في عام 1957 وبعد تشكيل كوتاباراجا جاكرتا رايا، تحولت منطقة خليج جاكرتا إلى كوتاماديا في جاكرتا أوتارا أو "مدينة شمال جاكرتا.

## السياحة
خططت حكومة شمال جاكرتا لإعادة تأهيل السياحة في شمال جاكرتا في إطار مشروع الوجهات السياحية الساحلية في شمال جاكرتا الـ 12 (الإندونيسية: 12 جالور ديستاسي - ويساتا بيسيسير جاكرتا أوتارا). الأماكن الـ 12 المختارة هي:)
- تامان مارجاساتوا موار أنجكي (محمية موار أنجك للحياة البرية)
- سينترا بيريكانان موار أنجكي (ميناء موارا أنجك للصيد)
- بيلابوهان سوندا كيلابا (ميناء سوندا كيلابا)
- مسجد لوار باتانج (مسجد لوار باتانج)
- مانغا دوا منطقة التسوق
- تامان امبيان جايا انكول
- باهتيرا جايا
- ستاسيون كيريتا أبي تانجونج بريوك (محطة تانجونج بريوك)
- مركز جاكرتا الإسلامي
- كاجار بودايا روما سي بيتونج دان مسجد العالم.
- جيريجا توغو (كنيسة توغو)
- سينترا بيلانيا كيلابا جادينج (مركز تسوق كيلابا جادينج)

## المناطق
تنقسم شمال جاكرتا إلى 6 مناطق فرعية:
- سيلينشينج.
- كوجا.
- كيلابا جادينج.
- تانجونج بريوك.
- بيديمانقان.
- بينجارينجان.

## الملعب
في 28 مايو 2014 تم البدء في إنشاء ملعب جديد تبلغ مساحته 12.5 هكتار لاستبدال استاد ليباك بيلوس القديم الذي تم هدمه في مشروع جاكرتا ماس رابيد ترانزيت. كلف مشروع الاستاد الجديد 1.2 تريليون روبية (103.2 مليون دولار)، وهو مجهز بموقف عصري حديث يتسع لـ 50.000 مقعد، وملعبان للتدريب، كما يشتمل على حديقة مائية، ومسار للركض، ومسار للدراجات، وقاعة معارض وغيرها من المرافق الترفيهية في المنطقة المحيطة. من المتوقع أن ينتهي المشروع في أواخر عام 2017.